# Головченко Роман Олександрович
Рома́н Олекса́ндрович Голо́вченко (біл. Рама́н Алякса́ндравіч Гало́ўчанка, Raman Alaksandravič Hałoŭčanka; нар. 10 серпня 1973, Жодино) — білоруський дипломат і державний діяч. Прем'єр-міністр Білорусі з 4 червня 2020 року по 10 березня 2025 року. До цього — Надзвичайний і Повноважний Посол Республіки Білорусь в Об'єднаних Арабських Еміратах.

## Біографія
У 1996 році закінчив Московський державний інститут міжнародних відносин МЗС Російської Федерації за спеціальністю «міжнародні відносини», в 2003 році — Академію управління при Президенті Республіки Білорусь за спеціальністю «економіка та управління зовнішньоекономічною діяльністю».
У 1997—2002 роках — головний спеціаліст Державного секретаріату Ради Безпеки Республіки Білорусь.
У 2002—2005 роках — заступник начальника відділу Генеральної Прокуратури Республіки Білорусь.
У 2005—2006 роках — головний радник управління зовнішньої політики Адміністрації Президента Республіки Білорусь.
У 2006—2009 роках — головний радник відділу співробітництва в сфері міжнародної безпеки, головний радник управління міжнародної безпеки Державного секретаріату Ради Безпеки Республіки Білорусь.
З липня по грудень 2009 року — радник-посланник Посольства Республіки Білорусь в Республіці Польща.
З грудня 2009 по квітень 2013 року — перший заступник Голови Державного військово-промислового комітету Республіки Білорусь.
З 22 квітня 2013 по червень 2020 — Надзвичайний і Повноважний Посол Республіки Білорусь в Об'єднаних Арабських Еміратах.
4 червня 2020 року призначений Прем'єр-міністром Білорусі.
У червні 2022 року Головченко потрапив під санкції Канади.
10 березня 2025 Головченко був звільнений від обов'язків прем'єр-міністра і призначений головою правління Національного банку Республіки Білорусь.

## Особисте життя
Володіє англійською, білоруською, російською, арабською, німецькою та польською мовами.